# Amber Pacific
Amber Pacific est un groupe de pop punk américain, originaire de Seattle, dans l'État de Washington.

## Biographie

### Débuts
Amber Pacific est formé par un groupe de lycéens à Seattle, sous le nom de Follow Through. Le groupe se compose alors de Will Nutter, Tyler Peerson, et Blake Evans. À la fin de 2002, le chanteur Matt Young se joint au groupe avec Justin Westcott. En été 2003, Tyler et Blake quittent le groupe et sont remplacés par Greg Strong et Dango. En 2005, après avoir changé de nom pour Amber Pacific, le groupe publie son premier album,The Possibility and the Promise, au label Hopeless Records. En 2005, Justin Westcott quitte le groupe.
Ben Harper (à l'origine au sein de Yellowcard) se joint à Amber Pacific avant l'enregistrement d'un deuxième album, Truth in Sincerity. Les enregistrements débutent en octobre 2006, mais Harper quitte le groupe et est remplacé par Rick Hanson. Le groupe publie l'album le 22 mai 2007, qui se vend à près de 10 000 exemplaires en Amérique pendant sa première semaine, et atteint la 64e place du Billboard 200. Le premier single s'intitule Fall Back Into My Life et apparait dans la bande originale du film TMNT : Les Tortues Ninja. Le second single s'intitule You're Only Young Once.

### Virtues
En février 2008, le groupe quitte Hopeless Records, le chanteur Matt Young et Rick Hanson quittent Amber Pacific, et Matt quitte aussi le groupe pour devenir principal d'une école publique. Le groupe recrute un nouveau chanteur, Jesse Cottam. Jesse est l'ancien chanteur du groupe canadien Sevens Angel, et participant du Canadian Idol.  Le chanteur et guitariste Davy Rispoli est aussi annoncé dans le groupe,.
Le 27 janvier 2009, le groupe signe au label Victory Records, et publie trois nouvelles chansons sur MySpace, avec Jesse Cottam au chant. Ils publient ensuite un EP éponyme sur iTunes le 25 février. Leur nouvel album, Virtues, est publié le 13 avril 2010, chez Victory Records.

### The Turn
Le 9 février 2011, Amber Pacific quitte Victory. Sur Facebook, ils annoncent le départ de Jesse et Davy. Le 15 février 2011, Greg Strong annonce lui-même son départ. 
Leur quatrième album, The Turn, est annoncé pour le 29 juillet 2014. Après leur signature aux labels Digitally Sound Records et Straight 8 Entertainment, l'album est publié à l'international le 2 septembre 2014.

## Membres

### Membres actuels
- Matt Young - chant (2002–2008, 2011, depuis 2014)
- Will Nutter - guitare solo, chœurs, claviers (depuis 2002)
- Dango - batterie (depuis 2003)
- Justin Westcott - guitare rythmique (2002–2006, depuis 2014)

### Anciens membres
- Jesse Cottam - chant  (2008–2011)
- Davy Rispoli - guitare rythmique, chœurs (2008–2011)
- Ben Harper - guitare (2006)
- Greg Strong - basse (2003–2011)
- Tyler Peerson - basse (2002-2003)
- Blake Evans - batterie (2002-2003)
- Rick Hanson - guitare rythmique (2007)

### Membres de session
- Jeremy Gibbons - basse (2011)
- Mike Herrera - basse (depuis 2014)

## Discographie

### Albums studio
- 2005 : The Possibility and the Promise
- 2007 : Truth in Sincerity
- 2010 : Virtues
- 2014 : The Turn

### EP
- 2004 : Fading Days
- 2006 : Acoustic Sessions
- 2008 : Acoustic Connect Sets

### Bandes originales
- 2004 : Burnout 3: Takedown
- 2006 : Flicka
- 2007 : TMNT : Les Tortues Ninja